# Bürzel

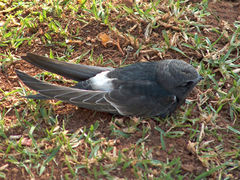
Weißbürzelsegler mit weißem Bürzel

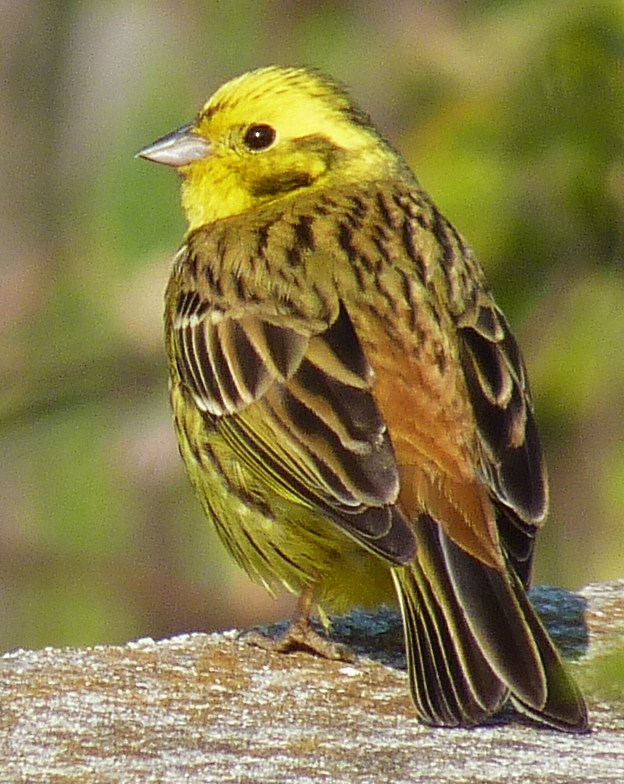
Goldammer mit rostbraunem Bürzel

Als Bürzel, umgangssprachlich lokal (Schweiz) auch Purzel, wird die hintere, obere Rückenpartie der Vögel beziehungsweise die Befiederung in diesem Bereich bezeichnet. Bei vielen Vogelarten ist das Bürzelgefieder durch Farbe und Zeichnung deutlich vom übrigen Oberseitengefieder abgesetzt. Auf der Dorsalseite des Bürzels sitzt die Bürzeldrüse, eine Hautdrüse, die zum Einfetten und damit der Gefiederhygiene dient.
In der Jägersprache wird der Schwanz von Schwarzwild, Dachs und Bär als Bürzel bezeichnet.